# Eurema upembana
Eurema upembana é uma borboleta da família Pieridae. Ela é encontrada na República Democrática do Congo (parte superior do rio Lomami) e Tanzânia. O habitat natural consiste em prados e florestas montanas.